# شبكة تليفزيون النهار
شبكة تليفزيون النهار هي قنوات مصرية ترفيهية منوعة مملوكة لشركة ترنتا تقدم مضمون متنوع ما بين السياسي والفني والثقافي والديني ومجموعة من برامج الترفيه والمسابقات العربية المنوعة، انطلق تليفزيون النهار في 30 يونيو 2011، القناة افتتحت قناة النهار رياضة في أواخر عام 2011 وبالأخص في 8 ديسمبر والتي تم إغلاقها في 1 فبراير 2016 ودمج برامجها بقناة النهار اليوم وذلك بعد افتتاح قناة النهار دراما في نهاية عام 2011 ثم افتتحت النهار اليوم الإخبارية في مايو 2014 ومن قبلها افتتحت قناة النهار Movies ولكنها لم تستمر طويلاً وتم إغلاقها وذلك قبل افتتاحها لقناة النهار سينما لتنضم إلى مجموعة قنوات شبكة تليفزيون النهار إلى أن تم إعادة تطويرها في الأول من فبراير 2016 ليتم تغيير اسم النهار العامة لقناة النهار One وتغيير كافة الشعارات الخاصة بقنوات الشبكة وإطلاق وتطوير قنوات وبرامج جديدة مثل النهار سينما والنهار إنتي المُتخصصة في شؤون المرأة والنهار نور المتخصصة في الشؤون الدين الإسلامية والاجتماعية والتي تم إطلاق بثها الرسمي بالعديد من البرامج الحصرية في 6 يونيو 2016 بجانب إطلاق الكثير من البرامج والمسلسلات الحصرية، وتعد شبكة تليفزيون النهار أحد أهم شبكات القنوات الفضائية في مصر والعالم العربي، يضم مجموعة من قنوات البث الفضائي العامة والمتخصصة (النهار One - النهار One+2 - النهار دراما - النهار اليوم - النهار نور - النهار سينما - النهار إنتي - النهار رياضة)

## قنوات الشبكة

### القنوات الحالية
- Al-Nahar - النهار على نايل سات التردد 11785 V

وعلى عرب سات بدر 6 على التردد 12687 H
- Al-Nahar Drama - النهار دراما على التردد 11785 V
- Al-Nahar Noor - النهار نور على التردد 11747 V

### القنوات المتوقفة
- Al-Nahar Ryada - النهار رياضة على التردد 12015 V
- Al-Nahar Cinema - النهار سينما على التردد 11747 V
- Al-Nahar +2 - النهار 2+ فقط في رمضان
- Al-Nahar Drama +2 - النهار دراما 2+ على التردد 11430 V

## قنوات

### قناة النهار الأولى

شعار قناة النهار (2021)

قناة النهار الأولى أو النهار ون هي قناة مصرية ترفيهية ضمن شبكة تليفزيون النهار مُنوعة تقدم بعض الأعمال الدرامية والبرامجية والسينمائية بجانب البرامج الدينية والاجتماعية، انطلقت القناة في 30 يونيو 2011 باسم «النهار» لتكون أول قناة في شبكة تليفزيون النهار تحت شعار «اللي جاي أحلى». شهدت القناة تطورًا ملحوظا بعد شهور من الافتتاح حيث تم تغيير الشعار وتم افتتاح قناة النهار +2 المُتخصصة في إعادة ما يُذاع على القناة بعد ساعتين إلى أن شهدت القناة مرحلة التطوير الكبرى في 1 فبراير 2016 حيث تم تغيير الشعار الخاص بها وكذلك إسمها من «النهار العامة» إلى «النهار One» وهو الاسم الحالي الخاص بها والمشهورة به بجانب تغيير اسم «النهار +2» إلى «النهار One+2». وتبث قناة النهار One على تردد 11488 أفقي معدل الترميز 27500 على القمر المصري نايل سات وتبث قناة النهار One+2 على تردد 11430 رأسي بمعدل ترميز 27500 على القمر نايل سات.

#### البرامج
تقدم القناة الأولى في شبكة قنوات النهار عدداً من البرامج المنوعة الموجهة للشعب المصري عموماً بالإضافة للمواد الترفيهية كالمسلسلات ومواد النشرات الإخبارية كما أنتجت عدداً من الأفلام الوثائقية وما إلى ذلك، ومن بعض البرامج:
- برنامج قطعوا الرجالة تقديم ريم البارودي وراغدة شلهوب وياسمين الخطيب.
- برنامج باب الخلق تقديم محمود سعد
- برنامج أهل المحبة تقديم منى عبدالوهاب
- برنامج آخر النهار تقديم محمود سعد
- الكتيبة 418 فيلم وثائقي
- برنامج بروبجندا تقديم داليا المتبولي
- برنامج أوضة اللبس
- برنامج الأفوكاتو
- برنامج وشوشة
- برنامج أكلة بيتي
- برنامج لقمة هنية
- برنامج مصر الجديدة
- برنامج مطبخ هالة
- برنامج ألف هنا
- برنامج وجهة نظر
- برنامج جوه البيت تقديم شاهندة أنور وصفاء غنيم[2]

### النهار One+2

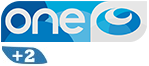
شعار النهار One+2 (2016)

النهار One+2 هي قناة مصرية ترفيهية منوعة متخصصة في عرض ما يبث على قناة النهار ون بعد ساعتين، وتم إغلاق القناة في وقت لاحق.

### النهار دراما

شعار النهار دراما (2021)

النهار دراما هي قناة تابعة لـ شبكة تليفزيون النهار ومتخصصة في عرض الأعمال الدرامية، القناة تم بدء بثها في نهاية عام 2011 لتكون ثاني قناة في شبكة تليفزيون النهار، تميزت القناة بعرضها للمسلسلات القديمة والتاريخية والجديدة لإرضاء كافة أذواق الشارع المصري والمشاهد المتابع لها وتميزت في الوسط الإعلامي المصري بأخذها المتجدد لعروض المسلسلات الحصرية سواء خارج رمضان أو داخل السباق الرمضاني وتبث القناة على تردد 11785 عمودي معدل الترميز 27500 على القمر المصري نايل سات

### النهار نور

شعار النهار نور (2022)

النهار نور هي قناة اجتماعية دينية تابعة لـشبكة تليفزيون النهار، مُتعلقة بالشؤون الدينية والقناة تعرض بعض البرامج الأسرية بجانب برامج دينية. وتبث قناة النهار نور على تردد 11747 رأسي معدل الترميز 27500 على القمر المصري نايل سات.

### النهار سينما

شعار النهار سينما (2016)

النهار سينما هي قناة تابعة لـ شبكة تليفزيون النهار ومتخصصة في عرض الأعمال السينمائية والأفلام المصرية، وتم إغلاق القناة في وقت لاحق.

### النهار اليوم

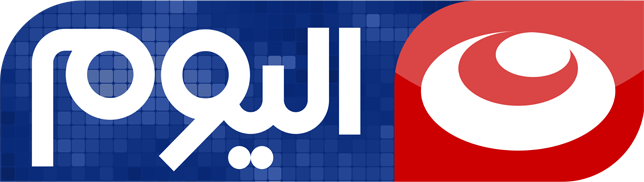
شعار النهار اليوم (2016)

النهار اليوم هي قناة إخبارية وتعتبر واحدة من مجموعة قنوات النهار، تعتمد في مضمونها على الجانب الإخباري والتحليلي بالإضافة إلى اهتمامها بتغطية الأخبار السياسية. بدأ بثها في مايو 2014، من خلال تغطية حية ومباشرة للانتخابات الرئاسية المصرية، وتقدم القناة عرضا يوميًا لأهم المستجدات على الساحة العربية والعالمية، بالإضافة إلى مجموعة من البرامج والتي تجري مقابلات مع أبرز الشخصيات من علماء ومثقفين وسياسين ورياضين ومفكرين، وتم إغلاق القناة في وقت لاحق.

## دمج شبكة النهار وسي بي سي
في 24 مايو 2016 أعلنت شبكة تليفزيون النهار وشبكة قنوات سي بي سي عن دمج الكيانين تحت مظلة شركة قابضة كبرى تضم مجموعتي القنوات إلى جانب شركتي الوكيل الإعلاني للمجموعتين وشركتي الخدمات الإعلامية والإعلانية وفي هذا الشأن تم عقد مؤتمر صحفي بحضور المهندس محمد الأمين وعلاء الكحكي المستثمرين الرئيسيين في النهار وسي بي سي والمهندس وليد العيسوي رئيس مجلس إدارة شبكة قنوات سي بي سي والإعلامي عمرو الكحكي العضو المنتدب لشبكة تليفزيون النهار، وفي وجود جميع إعلاميي وقادة المجموعتين وقياداتيهما وفي المؤتمر الصحفي تم التأكيد على أن الهدف من هذه الشراكة الكاملة هو تعظيم الموارد الاقتصادية للقنوات ودعم صناعة الإعلام المصرية وتوسيع قاعدة المنافسة والخروج بها من الدائرة المحلية إلى السوق العربية إلى جانب أن اجتماع وتكامل الموارد البشرية من الإعلاميين المتميزين في كلا المجموعتين والكوادر الفنية والإدارية والخبرات المتنوعة سيضمن تقديم مستوى رفيع من المحتوى في مجالات الدراما والأخبار والشئون الجارية والترفيه والمجالات المتخصصة بكافة أنواعها وذلك بأعلى مواصفات الجودة التي لا تقل عن المقاييس الدولية وفي الإطار نفسه تم التأكيد على أن هذه الشراكة ستدعم بقوة فصل الملكية عن الإدارة التي يتولاها الإعلاميون المحترفون دون تدخل من الملاك المستثمرين، كما ستدعم مبدأ عدم الخلط بين دور الإعلام والإعلاميين وبين الإتجاهات السياسية والسياسيين وتم التأكيد أيضًا على أن الهدف من هذه الشراكة هو التوسع وزيادة الجودة وأنها ستحافظ علي جميع الموارد البشرية والكفاءات المهنية في المجموعتين وتفتح مجالاً للمزيد، كما ستحافظ على هوية قنوات المجموعتين وأسلوبيهما ضمن سياسة عامة وقواعد سلوك مهني واحدة وتم أيضًا التأكيد على أن هذا الكيان الجديد سيعمل وفق التشريعات الإعلامية المرتقب صدورها قريباً ملتزماً بها آملاً أن تحمي صناعة الإعلام وتضع له الضوابط المنظمة وفي النهاية تم التأكيد على أن دخول كيانات جديدة إلى صناعة الإعلام المصري وإعادة هيكلة كيانات إعلامية أخرى جميعها سيصب في صالح الصناعة والمنافسة وفي صالح الجمهور والمجتمع بوجه عام كما أنه لا شك قوة مضافة للاقتصاد الوطني وداعماً لإستقراره.